# Elecciones legislativas de la República Centroafricana de 2005
Las elecciones legislativas de la República Centroafricana de 2005 se efectuaron en la misma fecha que la elección presidencial, en sus dos vueltas, el 13 de marzo y el 8 de mayo de 2005. En estos comicios, el partido del general François Bozizé obtuvo la mayoría parlamentaria con 42 de los 105 escaños a escoger.
El sistema electoral centroafricano, para las elecciones legislativas se basa en un sistema unicameral, de elección por voto directo, donde las primeras mayorías ganan el escaño, representando a las diferentes localidades del país. Además, se eligen en dos vueltas, las que al final suman sus votaciones para que de a los diputados electos.
En estas elecciones no existieron pactos políticos entre los partidos, como lo había sido la elección de 1999. Solo participaron siete colectividades y varias candidaturas independientes.
La iniciativa legislativa corresponde tanto a la Asamblea Nacional como al Presidente de la República, éste a su vez tiene la facultad de disolver la Asamblea para convocar nuevas elecciones, que es lo común cuando ocurre un golpe militar que derroca un gobierno en la República Centroafricana.
Hubo la elección de un candidato que fue invalidado por la Comisión Electoral Independiente, por lo que este período legislativo la Asamblea Nacional solo funcionó con 104 parlamentarios.

## Partidos políticos
El partido oficialista, Convergencia Nacional "Kwa Na Kwa", liderado por el candidato presidencial, el general François Bozizé logró imponerse en estas elecciones con la mayor cantidad de escaños. Esta colectividad, que en 1999 no existía se formó en torno a la figura del mandatario para potenciar su gobierno políticamente.
La oposición fue encabezada por el Movimiento para la Liberación del Pueblo Centroafricano, cuyo líder Martin Ziguélé fue candidato a la presidencia del país. Esta colectividad marxista pudo lograr una segunda mayoría tanto presidencial como parlamentaria, con 10,47% de la Asamblea Nacional.
La Agrupación Democrática Centroafricana, colectividad liderada por el expresidente André Kolingba quedó con escasos 8 escaños, mientras los Socialdemócratas alcanzaron 4 diputados y el Frente Patriótico para el Progreso 2 posiciones legislativas.
Los independientes lograron 34 escaños, conformando como bancada, la segunda fuerza política del país, pero todos ellos poseen ideologías políticas muy dififerentes para aglomerarlos bajo una sola tendencia.

## Resultados electorales
| Partidos                                                | Partidos | Diputados | Diputados |
| Partidos                                                | Partidos | Electos   | %         |
| ------------------------------------------------------- | -------- | --------- | --------- |
| Convergencia Nacional "Kwa Na Kwa"                      | KNK      | 42        | 40,00%    |
| Movimiento para la Liberación del Pueblo Centroafricano | MLPC     | 11        | 10,47%    |
| Agrupación Democrática Centroafricana                   | RDC      | 8         | 7,62%     |
| Partido Socialdemócrata (República Centroafricana)      | PSD      | 4         | 3,80%     |
| Frente Patriótico para el Progreso                      | FPP      | 2         | 1,90%     |
| Alianza para la Democracia y el Progreso                | ADP      | 2         | 1,90      |
| Asociación Löndo                                        | LÖNDO    | 1         | 0,95%     |
| Independientes                                          | IND      | 34        | 32,40%    |
| Total                                                   | Total    | 104       | 99,04     |